# Agustín Moreira
Pour les articles homonymes, voir Moreira.
Federico Agustín Moreira Guarino (né le 23 juillet 1993) est un coureur cycliste uruguayen. Son petit frère Mauricio est aussi coureur cycliste.

## Biographie
En 2012, Agustín Moreira devient champion d'Uruguay du contre-la-montre dans la catégorie espoirs (moins de 23 ans). Il s'impose également sur la Vuelta Ciclista de la Juventud. L'année suivante, il quitte son Uruguay natal au printemps pour participer à quelques courses en Espagne, avec la formation Reyno de Navarra-WRC-Makor. Auteur de plusieurs places d'honneur, il obtient un succès au mois d'avril sur la Lazkaoko Proba, en plein cœur du Pays basque,. 
En 2014 et 2014, il devient de nouveau champion d'Uruguay du contre-la-montre espoirs. Il remporte ensuite à deux reprises ce titre national chez les élites. En 2017 et 2018, il se classe neuvième du championnat panaméricain du contre-la-montre. Il continue sa carrière en brillant principalement dans les courses du calendrier national uruguayen. 

## Palmarès et résultats

### Palmarès par année
- 2010
  - 3e étape des 500 Millas del Norte
  - 3e des 500 Millas del Norte
- 2012
  -  Champion d'Uruguay du contre-la-montre espoirs
  - Vuelta Ciclista de la Juventud
  - 3e du championnat d'Uruguay du contre-la-montre
- 2013
  - Lazkaoko Proba
  - 3e du Premio Primavera
- 2014
  -  Champion d'Uruguay du contre-la-montre espoirs
  - 3e du championnat d'Uruguay du contre-la-montre
- 2015
  -  Champion d'Uruguay du contre-la-montre espoirs
  - Clásica del Norte
- 2016
  -  Champion d'Uruguay du contre-la-montre
- 2017
  -  Champion d'Uruguay du contre-la-montre
  - 3e de la Vuelta Ciclista Chaná
- 2018
  - 1re étape de la Doble Melo-Río Branco
  - Vuelta Ciclista Chaná :
    - Classement général
    - 2ea et 3e étapes

  - Vuelta de Canelones
  - 2e étape de la Doble Melo-Treinta y Tres (contre-la-montre par équipes)
  - 2e de la Doble Melo-Río Branco
  - 2e du championnat d'Uruguay du contre-la-montre
  - 3e du Tour d'Uruguay
- 2019
  - 6eb étape de la Rutas de América (contre-la-montre)
  - 3e étape du Tour de Misiones (contre-la-montre)
  - 2e de la Rutas de América
  - 2e du Tour de Misiones
  - 2e de la Vuelta a los Puentes del Santa Lucía
- 2020
  - Vuelta Ciclista Chaná :
    - Classement général
    - 1re, 2ea et 3e étapes

  - Rutas de América :
    - Classement général
    - 3e étape
- 2022
  - 2ea étape de la Vuelta Ciclista Chaná
  - 5e étape de la Rutas de América
  - 4ea, 4eb (contre-la-montre) et 8ea (contre-la-montre) étapes du Tour d'Uruguay
  - 2e de la Rutas de América
  - 3e du championnat d'Uruguay du contre-la-montre
- 2023
  - Fiesta del Pueblo de Treinta y Tres :
    - Classement général
    - 1re étape

  - Tour de San Carlos :
    - Classement général
    - 2e étape

  - 2eb étape de la Vuelta Ciclista Chaná (contre-la-montre)
  - Gran Premio El Coronilla :
    - Classement général
    - 1re étape (contre-la-montre)

  - Gran Carrera de la Leche :
    - Classement général
    - 1re étape

  - 2e de la Vuelta Ciclista Chaná
- 2024
  -  Champion d'Uruguay du contre-la-montre
  - Rutas de América

### Classements mondiaux
| Année            | 2017 | 2018 |
| ---------------- | ---- | ---- |
| UCI America Tour | 358e | 153e |